# Lampe à pétrole

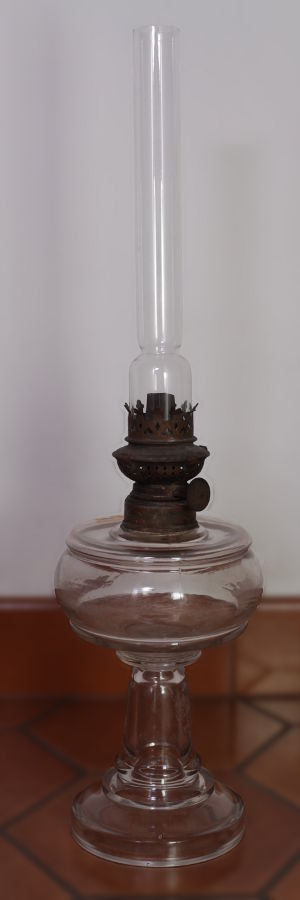
Lampe à pétrole à bec Kosmos avec verre étranglé.

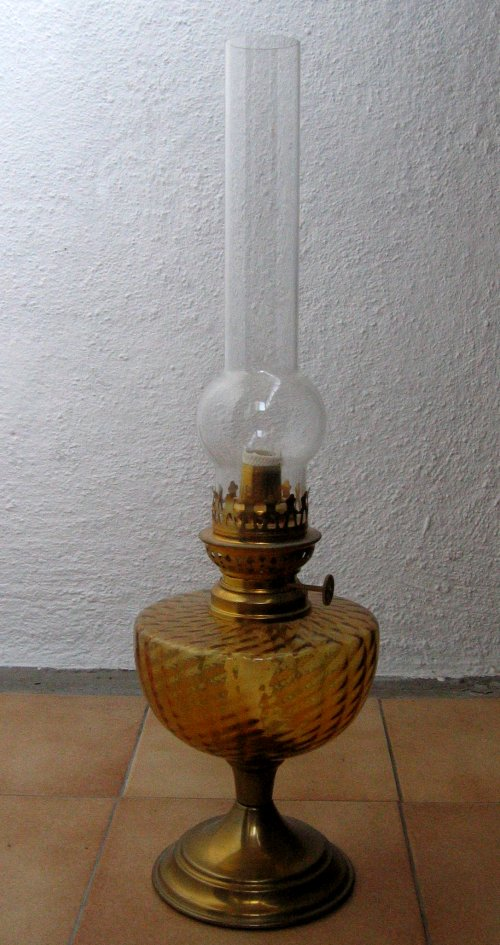
Une lampe à pétrole.
Erreur sur cette lampe, un verre Matador a été monté sur un bec Kosmos.

La lampe à pétrole est un luminaire constitué d'un réservoir contenant du pétrole lampant (distillat de pétrole), qui monte vers le bec grâce à une mèche. Le tout est surmonté d'une cheminée de verre.

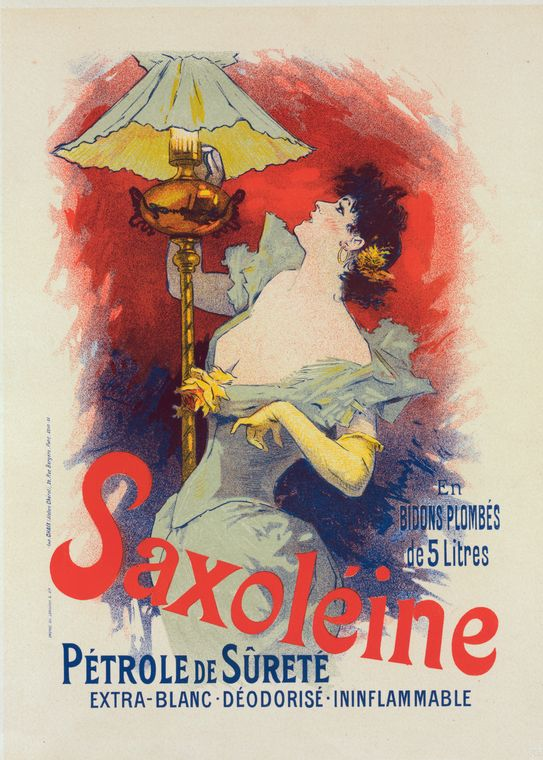
Affiche de 1900.

C'est donc une lampe à flamme éclairante, qui reprend tous les progrès apportés à la lampe à huile à partir de 1780, mais simplifiée par rapport à elle, grâce à la fluidité du pétrole et à son aptitude à monter par capillarité dans la mèche jusqu'à une dizaine de centimètres.

## Invention
Elle est inventée par les pharmaciens Ignacy Lukasiewicz et Jan Zeh en 1853 à Lwów (Lviv).

## Lampes à pétrole pour l'éclairage domestique
En Europe, les lampes à pétrole étaient à mèche cylindrique : il en existe de nombreux types, ayant chacun leur bec et leur verre bien définis :
- Le bec Kosmos, encore en usage de nos jours, est accompagné d'un verre à étranglement, qui étire la flamme en hauteur pour accroître l'efficacité lumineuse ;
- le bec Matador, à disque horizontal, produit une flamme large : le verre comporte un renflement caractéristique permettant à la flamme de s'épanouir.

L’Amérique a surtout connu des lampes à mèche plate, simple ou double, et verre très renflé dit « piriforme » ou « viennois », telles qu'on peut les voir dans les westerns.

## Lampes-tempête
La lampe-tempête est une lampe à pétrole transportable, dont la flamme est protégée du vent.
Il en existe deux modèles, améliorés au cours du XXe siècle, à recyclage d'air :
- le type ancien, à recirculation d'air chaud, aujourd'hui abandonné ;
- le modèle actuel, à recirculation d'air froid, nettement plus efficace.

Les deux modèles sont à mèche plate, avec un verre bombé, plus ou moins allongé ou piriforme.

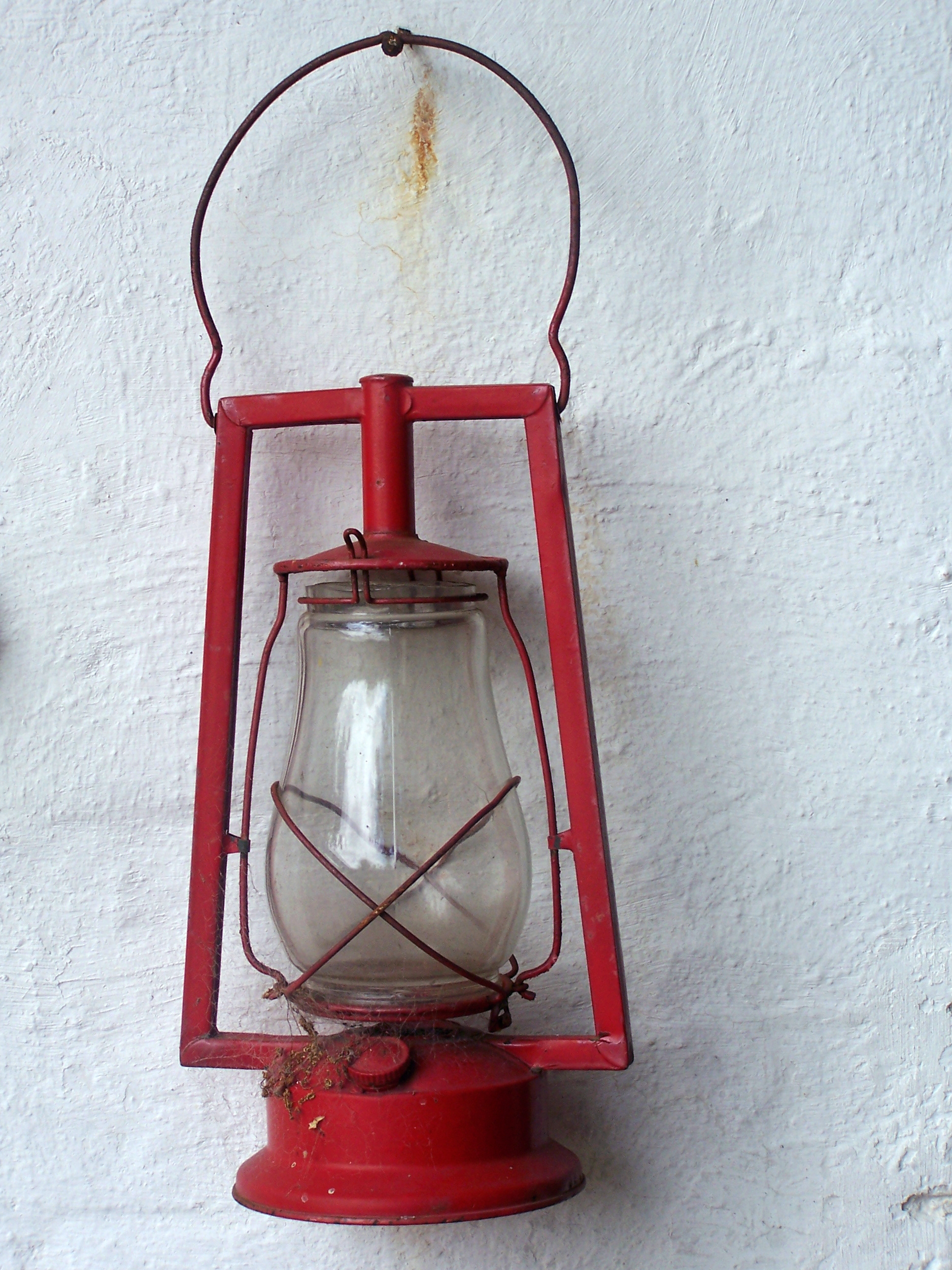
Lampe-tempête à pétrole. Ancien type à recirculation d'air chaud.
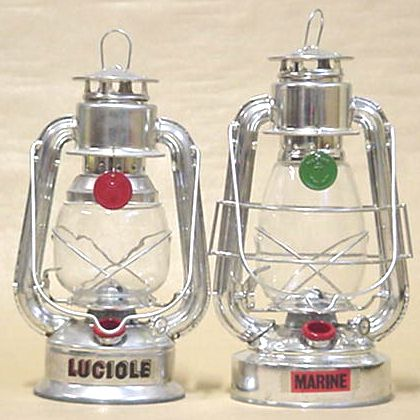
Lampe-tempête à pétrole actuelle (Guillouard, France) en acier étamé à chaud.
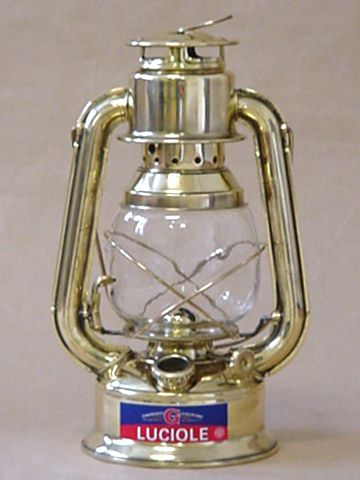
Lampe-tempête à pétrole en laiton.

## Lampes à forte pression (manchon avec inca)
La nouveauté de la lampe à pression (mise au point vers 1910) est l'utilisation du manchon à incandescence aux terres rares (cérium, thorium, puis yttrium), découvert en 1885 par le physicien autrichien Carl Auer von Welsbach. Ce manchon dispense une lumière considérable, inconnue jusqu'alors, et capable de rivaliser avec l'éclairage électrique. Il fut adopté d'emblée pour tous les réverbères à gaz et les phares maritimes, dans le monde entier.

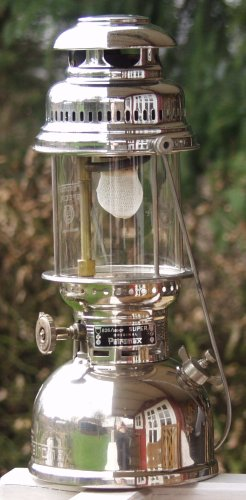
Lampe à pression Petromax, à pétrole, avec manchon à incandescence.

Dans sa version portable, la lampe à manchon incandescent est composée d'un réservoir, muni d'une pompe pour pousser le pétrole vers le brûleur, protégé par un verre cylindrique. Cet objet, bien que connu en France (il figure en bonne place dans les catalogues Manufrance des années 1920), n'a jamais réussi à s'implanter dans les foyers français malgré toutes ses qualités.
Encore aujourd'hui, c'est un objet populaire dans beaucoup de pays d'Europe et d'Amérique, et toujours très utile partout dans le monde où l'électricité n'est pas encore arrivée. C'est aussi un excellent éclairage de chantier.
Il existe trois grandes familles de lampes à pression :
- les lampes à pétrole d'origine allemande (type Petromax), aujourd'hui en fabrication dans de nombreux pays sous diverses marques ;
- les lampes à pétrole anglaises (Tilley, Bialaddin/Vapalux) ;
- les lampes américaines et canadiennes (Coleman) qui, elles, sont le plus souvent à essence.

Suivant l'exemple des lampes à pression, certaines lampes atmosphériques (sans pression) à pétrole, à essence ou même à alcool ont été pourvues d'un manchon à incandescence de forme conique, en Allemagne, en France (lampes Tito-Landi), et plus encore en Amérique (lampes Aladdin), où elles sont toujours en faveur, par exemple, dans la communauté amish, qui en fait un usage quotidien, concurremment aux lampes à pétrole conventionnelles.